# مارسيل كينت
مارسيل كينت مواليد 20 سبتمبر 1914 في بلجيكا - الوفاة 23 مارس 2002، كان دراج بلجيكي في صنف سباق الدراجات على الطريق.

## سجل النتائج

### سباقات أو مراحل فاز بها
- طواف فرنسا
- بطولة العالم لسباق الدراجات على الطريق

## الميداليات
| الميدالية | المسابقة                                    |
| --------- | ------------------------------------------- |
| ذهبية     | بطولة العالم لسباق الدراجات على الطريق 1938 |
| فضية      | بطولة العالم لسباق الدراجات على الطريق 1946 |

## وصلات خارجية
- مارسيل كينت على موقع أرشيف الدراجات (الإنجليزية)
- مارسيل كينت على موقع إحصائيات الدراجات الإحترافية (الإنجليزية)
- مارسيل كينت على موقع CycleBase (الإنجليزية)

- الموقع الرسمي